# Nedeczky-kastély
A Nedeczky-kastélyt Lesencetomaj egykori birtokosa, Nedeczky Károly udvari tanácsos építtette 1752-ben. Lesencetomaj eredetileg a középkor óta a lengyeltóthi Lengyel családnak a tulajdona volt és házasság révén jutott a Nedeczky család kezébe.
Barokk stílusú kastély; főbejáraton latin nyelven felirat hirdeti, hogy Nedeczky Károly és felesége, lengyeltóthi Lengyel Krisztina (1710–1756) az építtetők. Az utóbbi asszony Lengyel Miklós (fl. 1706–1726) Somogy vármegyei alispán, nagybirtokos és mártonfalvi Mártonfalvay Magdolna (fl. 1733) lánya volt. A kastély és a birtok a 19. század elején Deym Ferenc altábornagy tulajdonába került, aki az 1848-as szabadságharc idején az osztrák oldalon harcolt, de veszített Guyon Richárddal szemben. 1849 után nyugdíjazták, sírja a tomaji temetőben van. A kastélyt 1854-ben bővítették, majd 1953-ban és 1984-ben is hozzáépítettek. Ma fogyatékosoknak és pszichiátriai betegeknek az otthona. Nagyon szép a parkja. A Nedeczky-kastély parkjában 1800 körül ültetett fák is élnek, köztük mamutfenyő is. Az otthon vezetőjének engedélyével tekinthető meg a kastély és a park.